# Toshitaka Hidaka
Pour les articles homonymes, voir Hidaka.
Toshitaka Hidaka (日高 敏隆, Hidaka Toshitaka), né le 26 février 1930 et décédé le 14 novembre 2009, est un auteur et éthologue japonais.
Hidaka étudie l'ingénierie à l'Université de Tokyo. Son intérêt précoce pour les animaux conduit à une longue carrière en tant que spécialiste du comportement. Il contribue à la fondation de la Société japonaise éthologique en 1982 et publie des ouvrages comme Konchū to iu sekai (昆虫という世界, Le monde des insectes, 1973), Esorojī wa dō iu gakumon ka (エソロジーはどういう学問か, Quelle genre de science est l'éthologie ?, 1976), Dōbutsu wa naze dōbutsu ni nattaka (動物はなぜ動物になったか, Pourquoi les animaux sont devenus des animaux ?, 1976), Chō wa naze tobu ka (チョウはなぜ飛ぶか, Pourquoi les papillons volent-ils ?, 1975, prix Mainichi de la culture).

## Source de la traduction
- (de) Cet article est partiellement ou en totalité issu de l’article de Wikipédia en allemand intitulé « Toshitaka Hidaka » (voir la liste des auteurs).
- Notices d'autorité :   - VIAF
  - ISNI
  - LCCN
  - GND
  - Italie
  - Japon
  - CiNii
  - Pays-Bas
  - Corée du Sud
  - WorldCat